# Copa Cerveza Salta 2010
La Copa Cerveza Salta o Copa Ciudad de Salta es una competición a nivel amistoso que se realizó en Argentina entre el 21 de julio y el 25 de julio de 2010 por la Cerveza Salta. La copa fue disputada en la Ciudad de Salta en el Estadio Padre Ernesto Martearena. Los equipos que disputaron el torneo son: River Plate, Juventud Antoniana y Central Norte.
El primer encuentro entre Central Norte y Juventud Antoniana que debía jugarse el 18 de julio debió suspenderse y pasarse al 23 de julio por las bajas temperaturas registradas en Salta. El segundo encuentro se disputó el 21 de julio entre Central Norte y River Plate. Terminó venciendo River Plate por 3:0 con tres goles de Leandro Caruso. El último partido se jugó el 25 de julio entre River Plate y Juventud Antoniana y finalizó 0:0, consagrándose de esa manera campeón River Plate.

## Partidos
| 21 de julio de 2010, 21:30 | Central Norte | 0:3 (0:0) | River Plate            | Estadio Padre Ernesto Martearena, Salta |                           |
|                            |               |           | Caruso 51', 69', 90+1' | Árbitro(s): Gustavo Gómez               | Árbitro(s): Gustavo Gómez |

| 23 de julio de 2010, 21:30 | Juventud Antoniana | 0:0' | Central Norte | Estadio Padre Ernesto Martearena, Salta |  |
|                            |                    |      |               | Árbitro(s): Gustavo Gómez               |  |

| 25 de julio de 2010, 17:00 | River Plate | 0:0' | Juventud Antoniana | Estadio Padre Ernesto Martearena, Salta |  |
|                            |             |      |                    | Árbitro(s): Gustavo Gómez               |  |

| Equipo             | Pts | PJ | PG | PE | PP | GF | GC | Dif |
| ------------------ | --- | -- | -- | -- | -- | -- | -- | --- |
| River Plate        | 4   | 2  | 1  | 1  | 0  | 3  | 0  | +3  |
| Juventud Antoniana | 2   | 2  | 0  | 2  | 0  | 0  | 0  | 0   |
| Central Norte      | 1   | 2  | 0  | 1  | 1  | 0  | 3  | -3  |

## Goleadores
| Jugador        | Club        | Goles |
| -------------- | ----------- | ----- |
| Leandro Caruso | River Plate | 3     |